# Magirus-Deutz Mercur
Der Magirus-Deutz Mercur ist eine Lkw-Baureihe des deutschen Nutzfahrzeugherstellers Magirus-Deutz in Ulm, die von 1951 bis 1972 gebaut wurde.
Die Lastwagen waren mit verschiedenen Varianten von luftgekühlten Dieselmotoren ausgestattet, von R4 bis V12. Die anfänglich runde Motorhaube („Rundhauber“) wurde bei den Modellen mit Allradantrieb durch ein eckiges Design („Eckhauber“) ersetzt, um die Beweglichkeit der Karosserie im Gelände zu erleichtern.

## Modellgeschichte

### Rundhauber (1951–1967)
1951 Beginnt die Produktion der ersten Rundhauber von Magirus-Deutz mit folgenden Typenbezeichnungen:
- S 3500
- S 3500/56
- S 4500
- S 4500/6
- S 4500/112
- S 5500
- S 6500
- S 7500

1955 erfolgte eine Änderung der Typenbezeichnung mit dem Zusatz „Mercur“ für die nachfolgenden Typen:
- S 4500 Mercur
- S 4500/6 Mercur
- S 4500/112 Mercur

1958 wurden die Namen abermals geändert:
- Mercur L
- Mercur K
- Mercur 112 L
- Mercur 112 K
- Mercur 120 L
- Mercur 120 S
- Mercur 120 K
- Mercur 126 L
- Mercur 126 K

Die Zahlen gaben die Motorleistung in PS an, L stand für normale LKW, welche für verschiedene Aufbauten geeignet waren, S für Sattelzugmaschine und K für Kipper.
1964 wurde die Typenbezeichnung angepasst auf  eine Zahlen-Buchstabenkombination aus der Motorleistung, Motorbauart, zulässiges Gesamtgewicht in Tonnen, Antriebsart und Aufbauart hervorgingen.
| Nomenklatur          | Nomenklatur          | Nomenklatur            | Nomenklatur          | Nomenklatur                           |
| Beispiel: 120 D10 AL | Beispiel: 120 D10 AL | Beispiel: 120 D10 AL   | Beispiel: 120 D10 AL | Beispiel: 120 D10 AL                  |
| -------------------- | -------------------- | ---------------------- | -------------------- | ------------------------------------- |
| 120 126 150 156      | D: Deutz             | 9 10 14 15             | A: Allrad            | K: Kipper L: LKW S: Sattelzugmaschine |
| Motorleistung [PS]   | Motorbauart          | zul. Gesamtgewicht [t] | Antriebsart          | Aufbauart                             |

1967 endete die Produktion der Rundhauber.

### Eckhauber (1953–1971)
1953 begann die Produktion der Eckhauber als Zwei- und Dreiachser mit Allradantrieb, da im Geländeeinsatz die Verwindungen bei den Modellen mit runden Hauben zu stark waren. Die Modelle erhielten folgende Typenbezeichnungen:
- A 4500
- A 4500/112
- A 6500
- A 7500
- A 12000

Der Mercur wurde mit luftgekühlten Dieselmotoren mit 4-, 6- sowie 8-Zylindern angeboten, wobei die kleineren 4-Zylinder-Modelle eine schmalere Haube erhielten, da der Motor weniger Platz benötigte.
1955 erfolgten ebenfalls die Namenszusätze „Mercurs“ analog zu den Rundhaubern:
- A 4500 Mercur
- A 4500/6 Mercur

1958 wechselten ebenfalls die Namen analog zu den Rundhaubern auf:
- Mercur AK
- Mercur 112 AK
- Mercur 120 AK
- Mercur 126 AK

Es entfiel ebenfalls die schmalere Haube der 4-Zylinder-Modelle.
1962 wurden ebenfalls die nicht-allradgetriebenen Rundhauber durch Eckhauber ersetzt.
1964 Änderung der Modellbezeichnung analog zu den Rundhaubern.
1971 endete die Produktion der Eckhauber der 2. Generation.